# Lennart Kleberg
Lennart Kleberg, född 31 maj 1851 i Skredsviks socken, Göteborgs och Bohus län, död 11 juli 1923 i Malmö, var en svensk drätselkamrer.
Kleberg, som var son till häradsskrivare Claes Edvin Kleberg och Anna Wilhelmina Barkman, var anställd vid godsförvaltningar i Skåne 1871–1878, kamrer vid Alnarps lantbruksinstitut 1879–1889, kamrer vid Malmö stads drätselkammare 1889–1918 och sekreterare där 1908–1918. Han var även verkställande direktör för Skånska Inteckningsaktiebolaget från 1892.